# Euchlaenidia macallia
Euchlaenidia macallia là một loài bướm đêm thuộc phân họ Arctiinae, họ Erebidae.